# العلاقات الأوكرانية الكيريباتية
العلاقات الأوكرانية الكيريباتية هي العلاقات الثنائية التي تجمع بين أوكرانيا وكيريباتي.

## مقارنة بين البلدين
هذه مقارنة عامة ومرجعية للدولتين:
| وجه المقارنة                                              | أوكرانيا                                   | كيريباتي                        |
| --------------------------------------------------------- | ------------------------------------------ | ------------------------------- |
| المساحة (كم2)                                             | 603.63 ألف                                 | 811                             |
| عدد السكان (نسمة)                                         | 45.55 مليون                                | 116.40 ألف                      |
| الكثافة السكانية (ن./كم²)                                 | 75.46                                      | 14.35 ألف                       |
| العاصمة                                                   | كييف                                       | جنوب تاراوا                     |
| اللغة الرسمية                                             | اللغة الأوكرانية                           | لغة إنجليزية، اللغة الكيريباتية |
| العملة                                                    | هريفنا أوكرانية، كاربوفانيتس، روبل سوفييتي | دولار كريباتي، دولار أسترالي    |
| الناتج المحلي الإجمالي (بليون دولار)                      | 112.15 مليار                               | 196.15 مليون                    |
| الناتج المحلي الإجمالي (تعادل القوة الشرائية) بليون دولار | 352.98 مليار                               | 224.26 مليون                    |
| الناتج المحلي الإجمالي الاسمي للفرد دولار أمريكي          | 2.11 ألف                                   | 1.42 ألف                        |
| الناتج المحلي الإجمالي للفرد دولار أمريكي                 | 8.66 ألف                                   | 1.81 ألف                        |
| مؤشر التنمية البشرية                                      | 0.747                                      | 0.590                           |
| رمز المكالمات الدولي                                      | +380                                       | +686                            |
| رمز الإنترنت                                              | .ua، .укр ‏                                 | .ki                             |
| المنطقة الزمنية                                           | ت ع م+02:00، ت ع م+03:00، توقيت شرق أوروبا |                                 |

## منظمات دولية مشتركة
يشترك البلدان في عضوية مجموعة من المنظمات الدولية، منها:
| علم المنظمة | اسم المنظمة                   | تاريخ انضمام أوكرانيا | تاريخ انضمام كيريباتي |
| ----------- | ----------------------------- | --------------------- | --------------------- |
|             | مؤسسة التنمية الدولية         | 27 مايو 2004          | 2 أكتوبر 1986         |
|             | يونسكو                        | 12 مايو 1954          | 24 أكتوبر 1989        |
|             | الأمم المتحدة                 | 24 أكتوبر 1945        | 14 سبتمبر 1999        |
|             | الاتحاد البريدي العالمي       | ?                     | ?                     |
|             | البنك الدولي للإنشاء والتعمير | 3 سبتمبر 1992         | 29 سبتمبر 1986        |
|             | الاتحاد الدولي للاتصالات      | 7 مايو 1947           | 3 نوفمبر 1986         |
|             | منظمة حظر الأسلحة الكيميائية  | ?                     | ?                     |
|             | مؤسسة التمويل الدولية         | 18 أكتوبر 1993        | 2 أكتوبر 1986         |

## وصلات خارجية
- موقع وزارة الخارجية الأوكرانية